# Rodzina planetoidy Eunomia

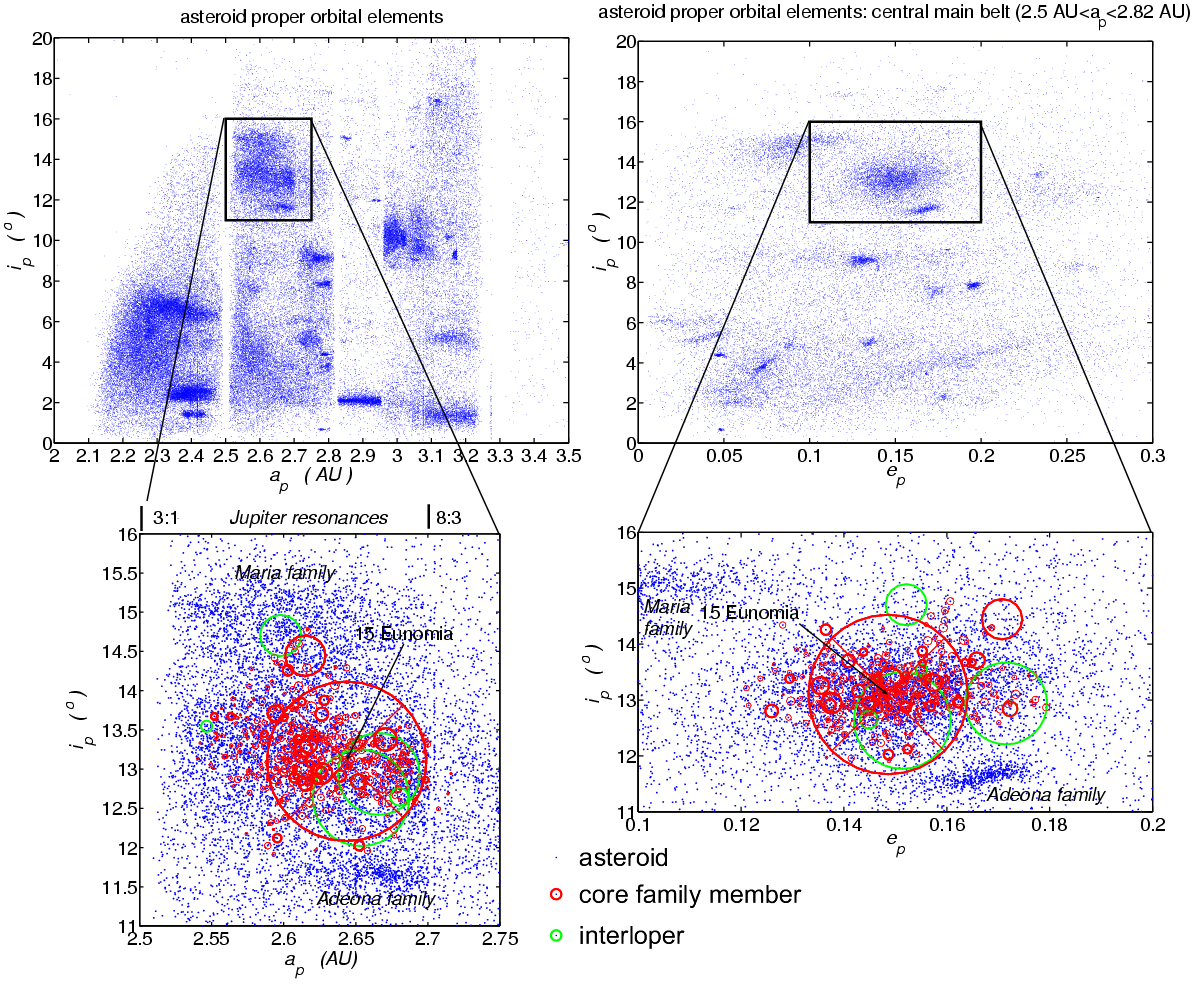
Lokalizacja i struktura rodziny planetoid Eunomia.

Rodzina planetoidy Eunomia – jedna z rodzin planetoid z pasa głównego, w skład której wchodzą obiekty charakteryzujące się podobnymi parametrami orbit i podobną budową. Większość z nich należy do planetoid typu S.
Wszystkie one krążą po trajektoriach zawierających się w przedziale od 2,53 do 2,72 j.a. od Słońca, ich nachylenie względem ekliptyki mieści się w przedziale od 11,1 do 15,8º, a mimośrody od 0,08 do 0,22.
Obecnie znanych jest ok. 370 przedstawicielek tej rodziny. Szacuje się, że ok. 5% masy populacji wszystkich planetoid z pasa głównego wchodzi w skład tej rodziny. 
Do przedstawicielek należą m.in.: 
- (15) Eunomia
- (85) Io
- (141) Lumen
- (546) Herodias
- (657) Gunlöd
- (1094) Siberia
- (1275) Cimbria
- (2685) Masursky